# Аркесій
Аркесій (грец. Αρκείσιος) — син Зевса та Евріодеї або Кефала і Прокріди, батько Лаерта, дід Одісея, цар Ітаки.
Згідно зі Схолією до Одіссеї батьками Аркесія були Зевс і Евріодея; Овідій також згадує Аркесія як сина Зевса. В інших міфах він син Кефала. Аристотель у своїй втраченій роботі Держава Ітаків наводить міф, згідно з яким оракул намовив Кефала спаруватись з першою істотою жіночої статі, яку він зустріне, якщо він хоче мати нащадків; Кефал спарувався з ведмедицею, яка потім перетворилась на жінку й народила сина Аркесія. За словами Гігіна Аркесій є сином Кефала і Прокріди, тоді як Евстафій згадує про сюжет, в якому Аркесій є сином Кефала через Cillus або Келея.
Від Зевса через Аркесія йде гілка, в кожному поколінні якої було по «одному синові»: єдиним сином Аркесія був Лаерт, чиїм єдиним сином був Одісей, чиїм єдином сином був Телемах. Дружиною Аркесія (а отже матір'ю Лаерта) була Халкомедуза, про чиє походження нічого не сказано, але саме її ім'я, chalcos («мідь») і Медуза («охоронниця» або «захисниця»), вказує на неї як на покровительку технології виробництва міді бронзової доби.